# Radkov (okres Tábor)
Radkov (německy Radkow) je obec v okrese Tábor v Jihočeském kraji. Žije v ní 169 obyvatel.

## Historie
První písemná zmínka o obci pochází z roku 1419. Obec patřila v té době přímo pod pravomoc krále Václava IV. při universitě pražské (kollej krále Václava). Poddaní neměli žádnou panskou vrchnost a platili do roku 1620 daně přímo králi. Ve třicetileté válce trpěl Radkov (v tehdejší transkripci Radkow) zvůlí švédských žoldnéřů, kteří tam měli na linii Veselka – Radkov – Balkova Lhota vojenský tábor, neustále ostřelovaný císařským dělostřelectvem z tzv. „Marradova vrchu“ u Tábora. Psaní datované 18. května 1621: „Když Tábor od vojska císařského byl obležen, prosili Radkovští mistrů, aby jim dali přímluvné psaní ku generálu Marradasovi, by jim alespoň stavení nebyla popálena, když o všechno jiné od vojáků švédských již jsou oloupeni.“
Roku 1682 získává obec rytíř Jiří Sádlo z Vrážného, který tam má ovšem statek patrně již od roku 1670. Jeho dcera Alžběta žije v té době s Alexandrem hrabětem Buquoyem na nedaleké tvrzi v Liderovicích a v vrací se zpět do Radkova až v roce 1676.
Roku 1859 získala obec jako první v tomto regionu svojí budovu obecné školy, do které docházejí děti, mimo Radkova, i z Paseky, Balkovy Lhoty a Liderovic.

## Obyvatelstvo
| Rok            | 1869 | 1880 | 1890 | 1900 | 1910 | 1921 | 1930 | 1950 | 1961 | 1970 | 1980 | 1991 | 2001 | 2011 | 2021 |
| -------------- | ---- | ---- | ---- | ---- | ---- | ---- | ---- | ---- | ---- | ---- | ---- | ---- | ---- | ---- | ---- |
| Počet obyvatel | 401  | 425  | 421  | 419  | 396  | 366  | 333  | 245  | 205  | 187  | 182  | 160  | 140  | 175  | 174  |
| Počet domů     | 46   | 52   | 58   | 57   | 59   | 59   | 62   | 65   | 62   | 60   | 53   | 81   | 78   | 86   | 94   |

## Obecní správa
Při sčítání lidu v letech 1850–1980 byl Radkov obcí v okrese Tábor. Od 1. července 1980 do 23. listopadu 1990 patřil jako část obce k Dražicím a od 24. listopadu 1990 je opět samostatnou obcí.

### Části obce
- Paseka
- Radkov

V letech 1850–1899 k obci patřily i Vlásenice v letech 1850–1899 a v letech 1960–1980 Balkova Lhota, v letech 1960–1980 Radimovice u Tábora a od 1. ledna 1976 do 30. června 1980 také Hejlov, Nasavrky a Svrabov.

## Pamětihodnosti
- Venkovská usedlost č. p. 17

## Slavní rodáci
- Josef Bukvaj (1867–1926), soudní rada a poslanec říšského sněmu
- Jan Bervida (1893–1962), letecký odborník

## Galerie

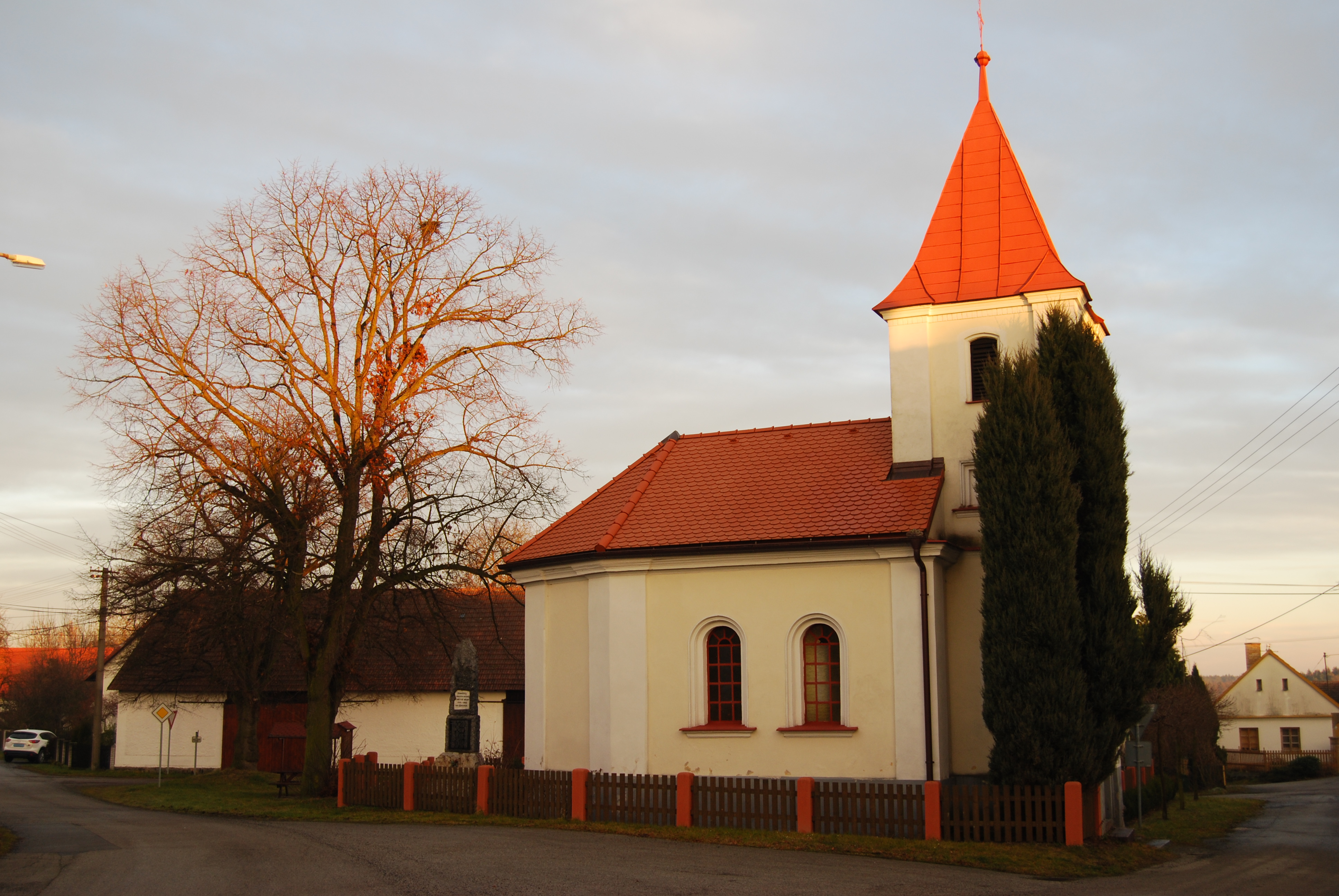
Kaple
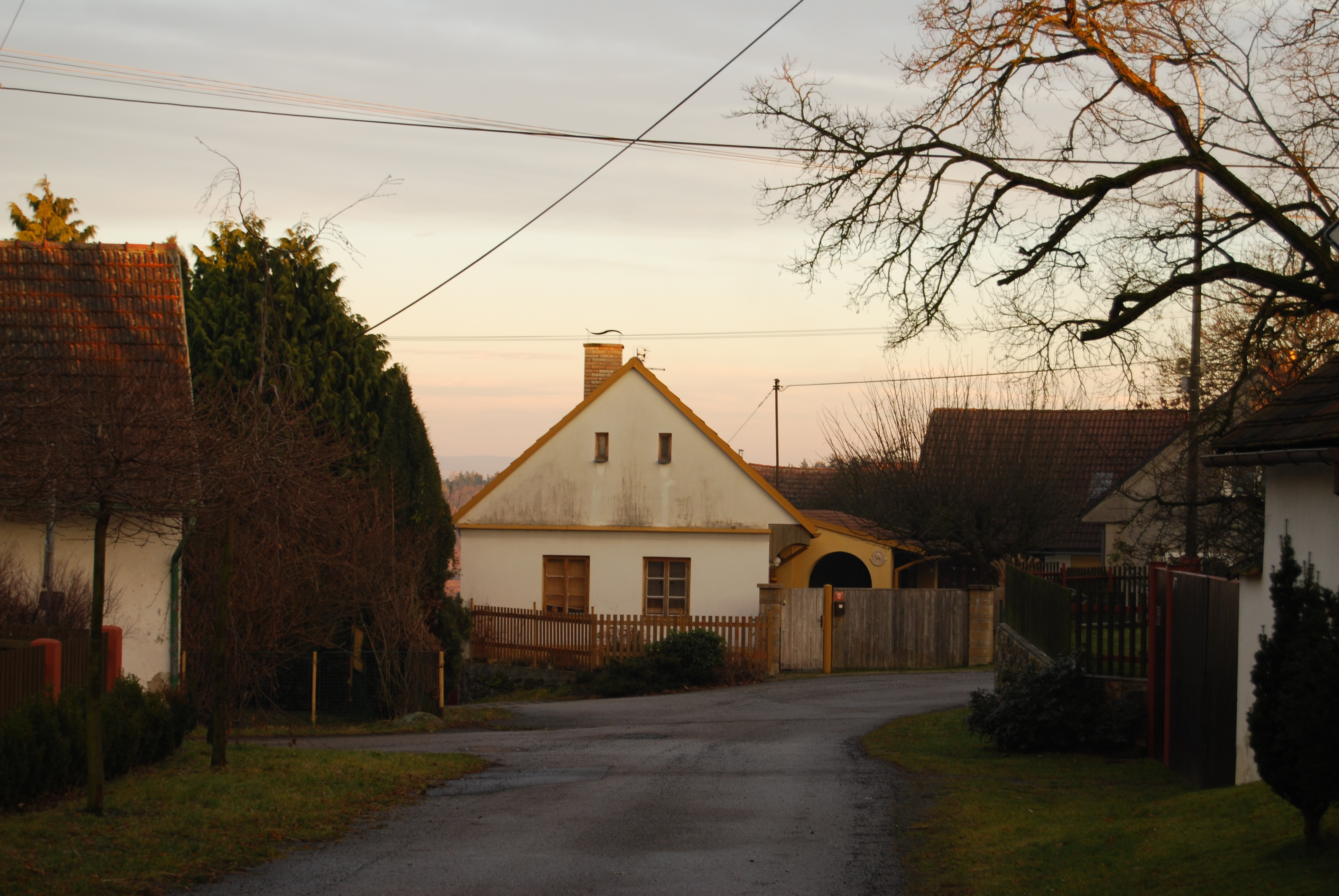
Dům v obci
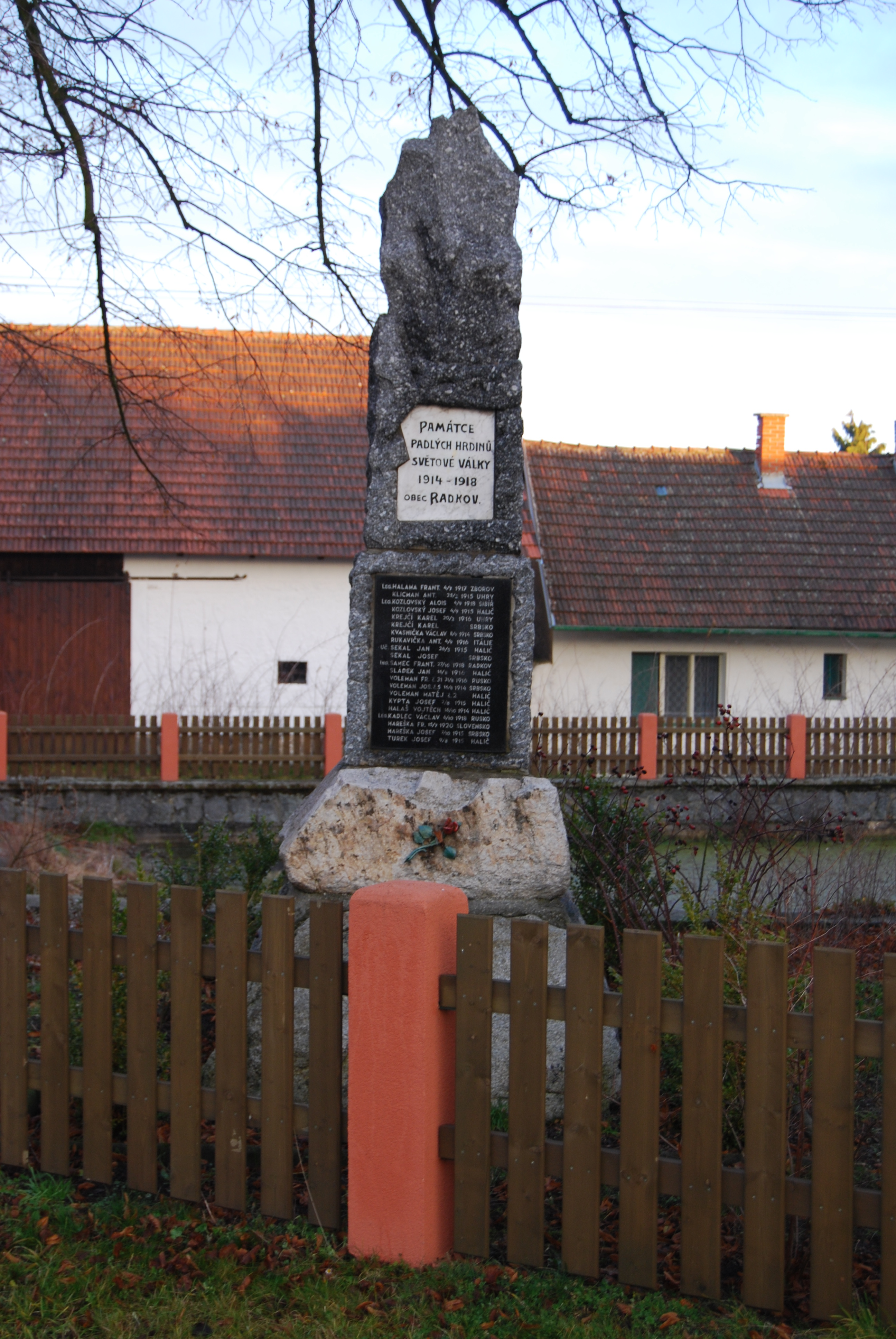
Pomník padlým v první světové válce